# پوست‌الاغی
پوستْ‌اُلاغی (به فرانسوی: Peau d'Âne) یک قصه فولکلوریک فرانسوی] است که مشهورترین نسخه از آن توسط شارل پرو در سال ۱۶۹۴ منتشر شد. این داستان بعدها در داستان‌ها یا قصه‌های زمان‌های گذشته نسخهٔ ۱۷۸۱ (نخستین نسخهٔ بی‌کم‌وکاست) ادغام شد. بنابر دسته‌بندی نو از مَتَل‌ها توسط روث بی. بوتیگهایمر، این مَتَل نخستین قصهٔ پریانِ فرانسوی است
 که نوشته شده‌است.
لوئی چهاردهم به هنگام کودکی در هفت‌سالگی، گِله می‌کرد از اینکه دیگر نمی‌تواند بخوابد چون پرستارش برای او داستانِ پوست‌الاغی را تعریف کرده بود، و در بیمار خیالی از مولیر (نسخهٔ اصلی مربوط به سال ۱۶۸۲)، لوئیسون کوچولو چیزهایی دربارهٔ آن می‌گوید. لافونتن نیز به سال ۱۶۷۸ در قدرت حکایت‌ها از این مَتَل سخن به میان می‌آورد.

## داستان
شهبانویی در آستانهٔ مرگ، همسرش - شاه - را متعهد می‌کند که پس از مرگش، تنها با زنی که از او زیباتر و خوش‌اندام‌تر باشد ازدواج کند. پس از مرگ شهبانو، شاه در غم و اندوه فرومی‌رود به دخترش می‌گوید که دیگر نمی‌خواهد چشمش به او بیافتد. با گذر زمان، شاه خویشتن را ناچار می‌بیند که برای داشتن وارث، دوباره ازدواج کند. بنابر عهدی که با شهبانو بسته‌است، جست‌وجو برای شهبانوی آیندهٔ خود را آغاز می‌کند، ولی هیچ‌یک از زنان سرزمینش آنچنان زیبا نیست که با او ازدواج کند. تنها کسی که می‌تواند با زیباییِ همسرِ درگذشته‌اش برابری کند، کسی نیست جز دخترش؛ پس شاه به او پیشنهاد ازدواج می‌دهد.
برای فرار از این پیوند با محارم و بنابر سفارش‌های مادرخوانده‌اش، شاهدخت برای مهریه از پدرش سه درخواست می‌کند؛ او سه لباس می‌خواهد که دوختنشان غیرممکن است: نخست لباسی به رنگ آب‌وهوا، سپس لباسی به رنگ ماه و سرانجام لباسی به رنگ آفتاب. ولی برخلاف آنچه انتظار می‌رود، شاه می‌تواند همهٔ آن لباس‌ها را به او پیشکش کند. پس از آن، او از شاه می‌خواهد تا الاغش را، باارزش‌ترین گنجینه‌اش را، که به جای سرگینْ سکه‌های زر دفع می‌کند، قربانی کند؛ شاه می‌پذیرد. سرانجام، شاهدختْ پوستِ الاغ را بر تن می‌کند و و از قلعه می‌گریزد. او لوازم آرایشی و زیباترین لباس‌هایش را با خود می‌بَرَد.
پوست‌الاغی به دهکده‌ای کوچک در یکی از سرزمین‌های همسایه می‌رود، در آنجا کنیزی می‌کند و در کلبه‌ای ساده ساکن می‌شود. شاهزادهٔ سرزمینی دیگر، که آمده‌است از روستا بازدید کند، قدم‌زنان به کلبهٔ پوست‌الاغی می‌رسد و او را در لباس به‌رنگ‌آفتابش می‌بیند؛ شاهزاده شیفتهٔ زیباییش می‌شود و به او دل می‌بازد. پس از بازگشت به کاخ، از شدت عشقْ بسیار بیمار می‌شود. باری، او می‌خواهد که پوست‌الاغی برایش کیک درست کند. هنگام درست کردن خمیر کیک، انگشتر پوست‌الاغی درونِ آن می‌افتد بی‌آنکه خودش بداند. شاهزاده، که نزدیک بود با انگشتر خفه شود، بی‌درنگ می‌خواهد که همهٔ زنان و دوشیزگان کشور، از نجیب‌زاده گرفته تا کوچک‌زاده، به کاخ بیایند و انگشتر را امتحان کنند. هیچ‌کس نمی‌تواند انگشتانش را در انگشتر فروکند. باری، پوست‌الاغی را به کاخ می‌آورند. انگشتر در انگشتش می‌رود، پوستِ الاغ از رویش می‌افتد و زیباترین لباسش نمایان می‌شود. سرانجام شاهزاده می‌تواند با او ازدواج کند. جشن‌هایی که برای عروسیشان برگزار می‌شود، سه ماه طول می‌کشد و بزرگترین نجیب‌زادگان جهان را انگشت به دهان می‌گذارد.
پدر پوست‌الاغی نیز دعوت می‌شود. او با پذیرش اشتباه خود، از دخترش پوزش می‌خواهد و به خاطر ازدواج و شهبانو شدنش، به او شادباش می‌گوید.

## تحليل و بررسی

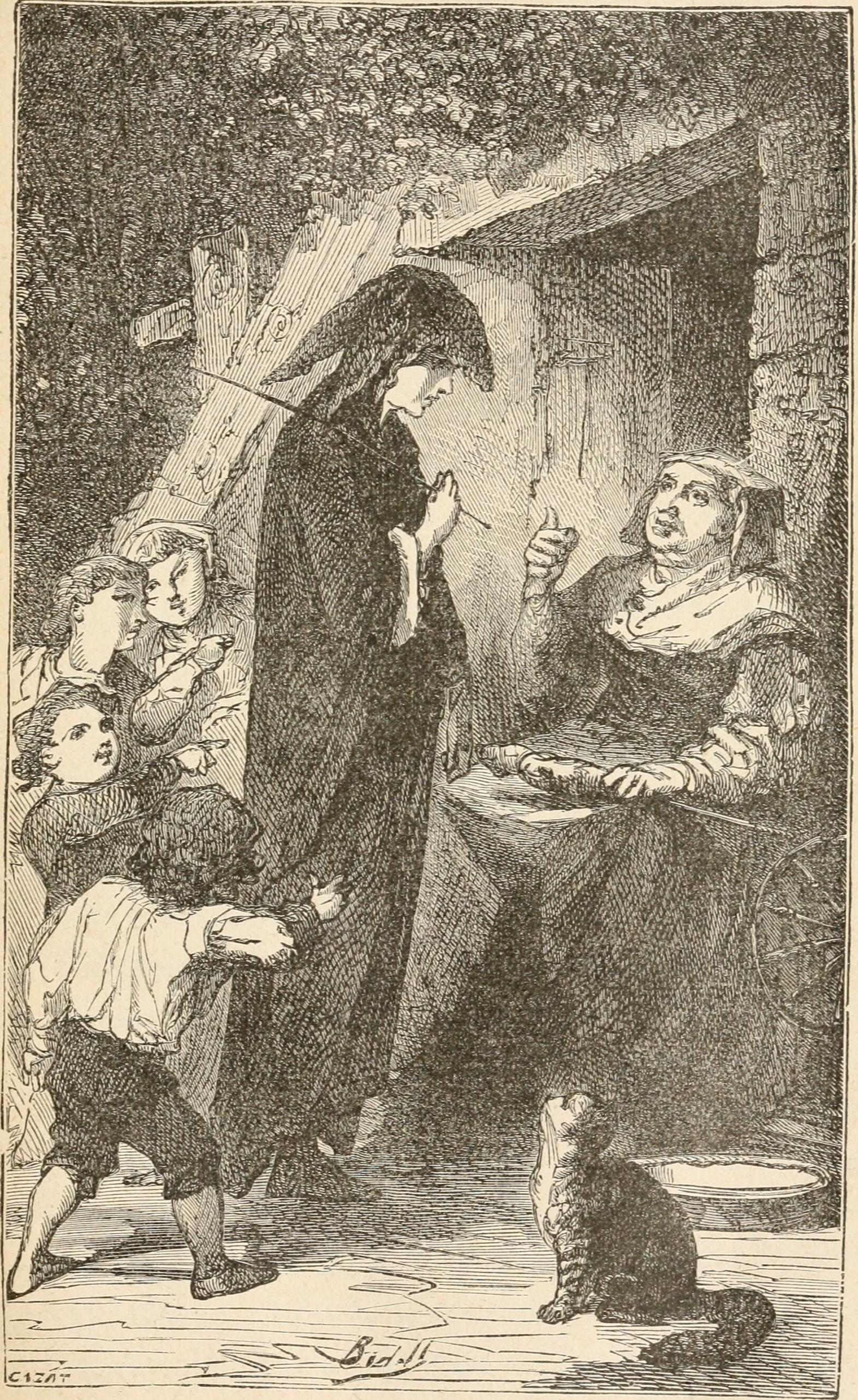
پوست الاغی

ازدواج میان پدر و دختر  و آنچه روانکاوی بعدها «عقدهٔ الکترا» نامید، درون‌مایه‌های اصلی این داستان هستند.
شاه بر آن می‌شود با دخترش ازدواج کند. به بهانهٔ تعهدی که به همسر درگذشته‌اش داده‌است، تصمیم می‌گیرد با شاهدخت ازدواج کند، بدون اندکی احساس گناه در برابر آنچه تمدن‌های بشری تابوی تابوها می‌دانند: ازدواج با محارم.
پَری مادرخواندهٔ (فرشتهٔ نجاتِ) دخترک سوءتفاهم‌ها را می‌زُداید و به شاهدخت یاد می‌دهد که نباید عشق‌ها را با یکدیگر اشتباه کرد: ما پدر و مادرمان را دوست می‌داریم، ولی با آنها ازدواج نمی‌کنیم!
آلودگی که دخترک حس می‌کند در اینجا با پوست الاغ نمایان می‌شود، جامه‌ای ناخوشایند که او برای پوشیدن برمی‌گزیند و لقب «پوست‌الاغی» را برایش به ارمغان می‌آورد - از این حیث، نام واقعی او را نمی‌دانیم. در ادامه، او کنیز می‌شود و در یک کشتزار کار پیدا می‌کند.
در برخی نسخه‌های این مَتَل، الاغی که شاهدخت پوستش را می‌پوشد، الاغی جادویی بود که سکه‌های زرین دفع می‌کرد باعث و بانیِ ثروت شاه بود. واپسین خواستهٔ شاهدخت از شاه، برای مهریه‌اش، پوست این الاغ است. برای پادشاه سخت است که الاغش را قربانی کند، ولی او به هر روی این کار را انجام می‌دهد.
همانند مَتَل زیبای خفته، راهی که شاهزاده را به شاهدخت و رهایی او می‌رساند، راهی دراز و پُرپیچ‌وخم است. مانند مَتَل سیندرلا، هویت شاهدخت در صحنه‌ای آشکار می‌شود که چیزی را امتحان می‌کند: انگشتری برای ظریف‌ترین انگشت (کفشی برای ظریف‌ترین پا در سیندرلا)، نشانهٔ جوانی، زیبایی و پاکی.
در واپسین صحنه، شاهزاده روا می‌بیند هرگونه ارتباط نامناسب را کنار بگذارد: زنان نجیبی که مورد پسند شاهزاده نیستند یا زنانی از مرتبهٔ پایین‌تر (ازدواج با طبقهٔ پایین‌تر) کنار گذاشته می‌شوند، زیرا انگشتشان بسیار درشت است.
در یکی از تفسیرها آمده که مَتَل پوست‌الاغی از افسانه‌ای پیشاتاریخی برگرفته شده‌است، که همانند با افسانهٔ قو-دختر است و در آن، جانور اصلی یک پستاندار چهارپا است؛ می‌توان دگرگونی ساختاری را با موتیفِ میتُختیِ کدبانویِ رازآمیز مرتبط دانست.

## دیگر نسخه‌ها
این مَتَل برای نخستین بار به سدهٔ شانزدهم در اظهارات روستایی (۱۵۴۷) از نوئل دو فل (ح. 1520 -1591) دیده می‌شود. همچنین وجود داستانی شفاهی از آن در سدهٔ هفدهم تأیید شده‌است، در خاطرات (۱۶۲۴–۱۶۶۶) از پیر دو لا پورت (۱۶۰۳–۱۶۸۰)، نخستین پیشکار (۱۶۴۳–۱۶۵۳) لویی چهاردهم پسر، و در ویرژیل تراوستی (۱۶۴۸) و رمان طنز (۱۶۵۱) از پل اسکارون (1610-1660)، خاطرات (۱۶۵۱) از کاردینال رتس (1613-1679) ، اوید بوفون (۱۶۶۲) از لوئی ریشه، پایان‌نامه دربارهٔ ژوکوند (۱۶۶۹) از نیکلا بوالو (1636-1711)، بیمار خیالی (۱۶۷۳) از مولیر (1622-1673)  و قدرت حکایت‌ها (۱۶۷۸) از ژان دو لا فونتن (1621-1695).
شماری از نوشته‌های قرون وسطی نیز دارای عناصری از این مَتَل هستند.
برادران گریم نسخه‌ای از این مَتَل را با نام Allerleirauh منتشر کردند که گاهی با نام پوست‌هزار-زیایی یا سرتاپا-خز برگردانده شده‌است (۱۸۱۲). در این نسخه، شخصیت مادرخوانده دیده نمی‌شود و قهرمان داستان پالتویی از جنس هزارتا خز می‌پوشد.
از این داستان، چندین و چند نسخهٔ آفریقایی نیز وجود دارند.

## آثار مرتبط

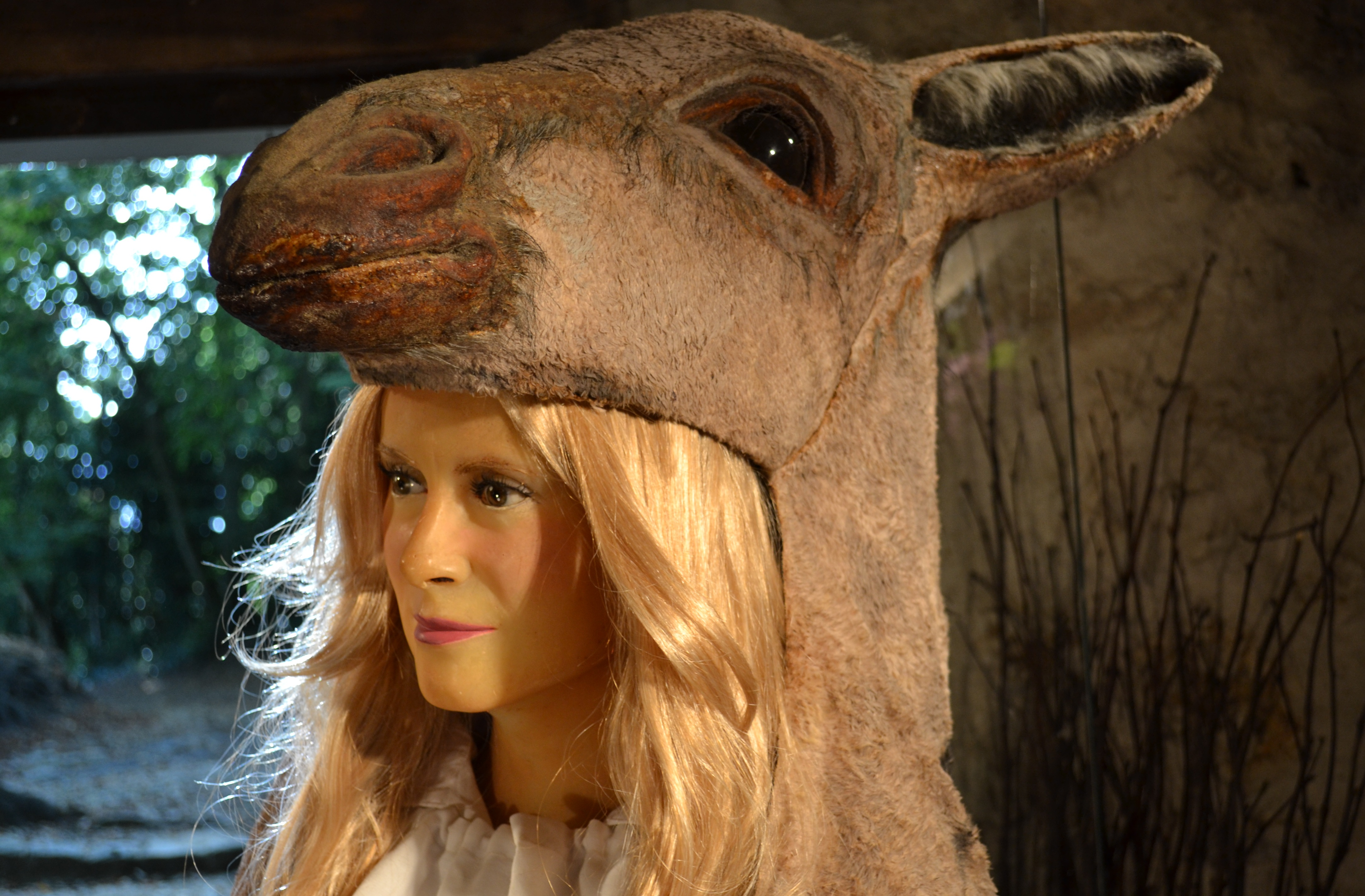
تندیس مومی از کاترین دُنُو (بازیگر) در فیلم پوست‌الاغی (قلعهٔ بروتوی، فرانسه).

- پوست‌الاغی (۱۸۹۹)، اپرای کمیک فرانسوی از رائول لاپارا
- پوست‌الاغی (۱۹۰۴)، فیلم صامت فرانسوی از آلبر کاپلانی
- پوست‌الاغی (۱۹۰۸)، فیلم صامت فرانسوی اثر آلبر کاپلانی
- پوست الاغی (۱۹۷۰)، فیلم موزیکال فرانسوی از ژاک دمی
- پوست‌الاغی (۲۰۰۳)، رمان فرانسوی از کریستین آنگو
- پوست‌الاغی (۲۰۱۰)، کمیک استریپ فرانسوی از ادمون بودوان
- پوست‌الاغی (۲۰۱۲)، اجرای رقص از اِمیلیو کالکانیو
- مَتَل‌های من از پِرو (۲۰۱۴)، ده مَتَلِ پرو، از جمله پوست‌الاغی، بازنویسی توسط طاهر بن جلون
- مَتَل‌های آنان از پِرو (۲۰۱۵)، یازده مَتَلِ پِرو، از جمله پوست‌الاغی، بازنویسی توسط فابیِن ژاکوب، انتشارات بلفون
- پوست الاغی یا روشی که دستی از جنس عاج شاهزاده‌ای را روی انگشتش می‌یابد (۲۰۱۵)، ساختهٔ کمپانی کُم‌سی، به کارگردانی کورالین داوید، ارائه شده در جشنواره آف داوینیون.الگو:Commentaire biblio
- پوست‌الاغی (نمایش) (۲۰۱۸) تولید شده در تئاتر مارینی به خاطر بازگشایی آن در سال ۲۰۱۸. کارگردانی این نمایش بر عهدهٔ امیلیو ساگی بود.
- پوست‌الاغی (۲۰۱۹) (رمان کِبِکی)، مَتَل‌های ممنوعه، از استو لافلام

## نگارخانه

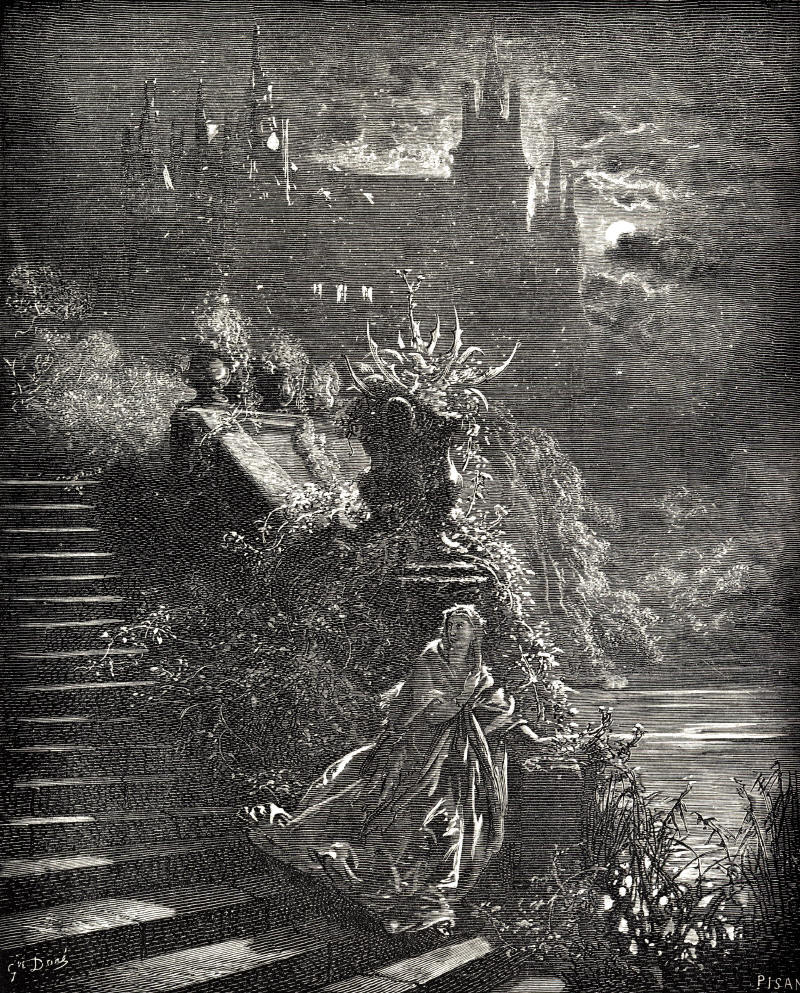
پوست‌الاغی گریزان از قلعهٔ پدرش، نگاره‌ای از گوستاو دوره.

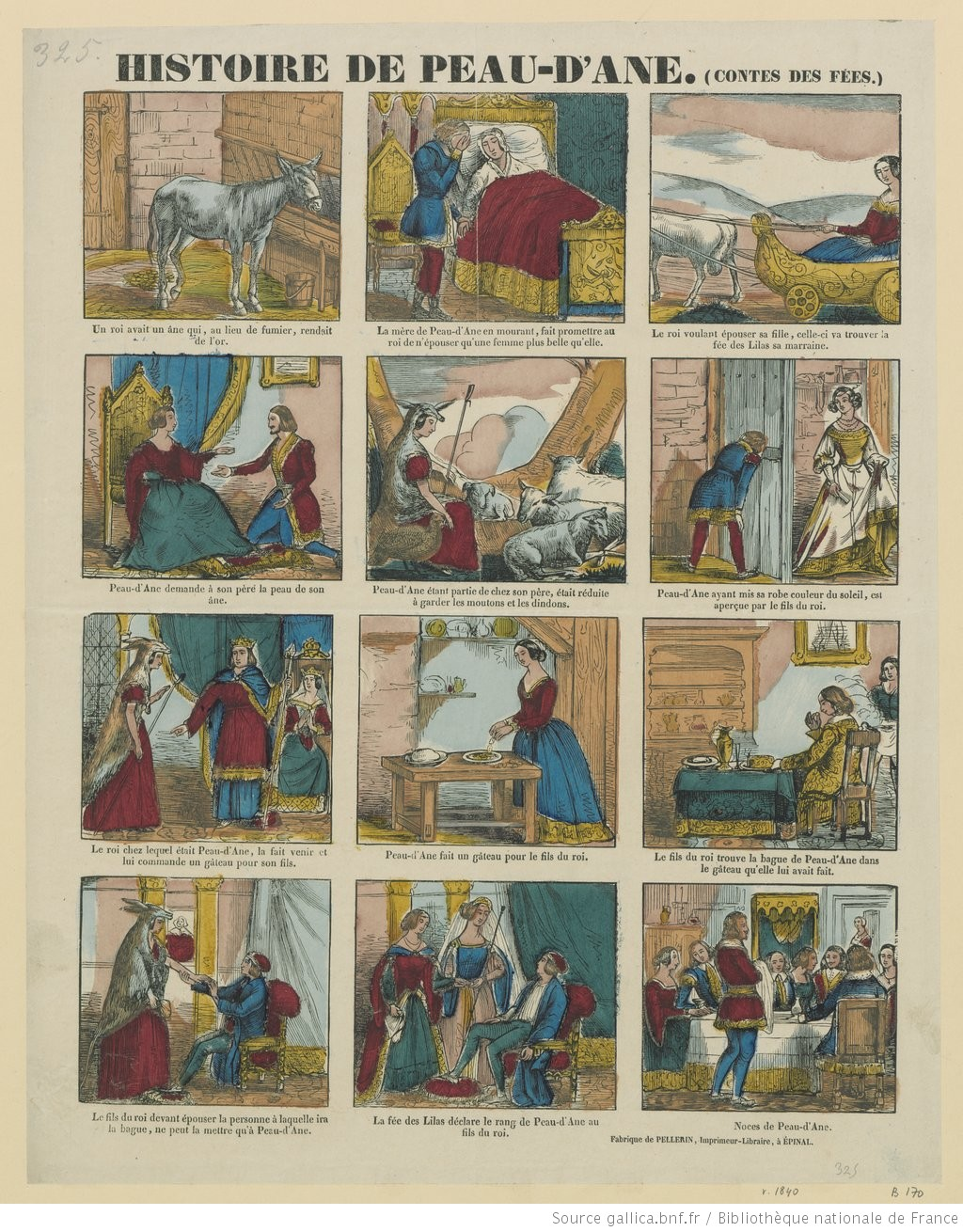
داستان پوست‌الاغی، تصویر اپینال.

### برای بیشتر خواندن
- Caumont, Frédéric (2011). "Peau d'âme". La Revue internationale de l'éducation familiale (به فرانسوی) (29 :): 125–143. doi:10.3917/rief.029.0125.{{cite journal}}:  نگهداری CS1: نقطه‌گذاری اضافه (link)
- Dalbray, Muse (1986). Si Peau d'âne m'était conté. Théâtre pour la jeunesse (به فرانسوی). Paris: Les Cinq Diamants, diffusion par Fleurus. OCLC 461908313. Retrieved 18 March 2020.
- d'Huy, Julien (مارس 2011). "Le motif de la femme-bison". Bulletin de la Société de mythologie française (به فرانسوی) (242): 44–55. Huy_2011a.
- d'Huy, Julien (ژوئن 2011). "Le motif de la femme-bison". Bulletin de la Société de mythologie française (به فرانسوی) (243): 23–41. Huy_2011b.
- Harf, Laurence (1980). "Le conte de Peau d'Âne dans la littérature du Moyen Âge et du XVIe siècle". Bulletin de l'Association d'étude sur l'Humanisme, la Réforme et la Renaissance (به فرانسوی). 11 (1 :): 35–42. doi:10.3406/rhren.1980.1164. {{cite journal}}: URL–wikilink conflict (help)نگهداری CS1: نقطه‌گذاری اضافه (link)
- Lewis, Philip (1991). "Food for Sight". MLN (به انگلیسی). 106 (4): 793–817. doi:10.2307/2904625. JSTOR 2904625..
- Perrot, Jean (1998). Tricentenaire Charles Perrault. Lectures d'enfance (به فرانسوی) (1 ed.). Paris: In Press. OCLC 708353222. Retrieved 20 March 2020.